# Златарић
Златарић је насељено место града Ваљева у Колубарском округу. Према попису из 2022. било је 344 становника.

## Историја
Први познати писани помен села је забележен у турском попису Смедеревског санџака из 1476. године. Златарић тада није био рајинско, већ влашко село.
Следећи пут Златарић је поменут у попису (тефтеру) за хиџретску 934. годину, тј. 1527/1528. годину по садашњем рачунању времена.

Транскрибован на модерни турски, са османске арабице, унос са 251. странице тефтера TD 144 је гласио овако:
İzlatarik karye, Valyeva nahiye - Село Златарић, Нахија Ваљево
Слово И додато је на почетак и средини у складу са праксом вокалног турског језика да се додају самогласници тежим сугласничким групама, ради лакшег изговора. Слично је са градом Пећ у Метохији, на турском званим Ипек, или Скопљем, које је називано Ускуб. На исти начин су, у истом попису, записани оближњи Станина Река (као Истанина Река), Стубо (као Истуба) и Стрмна Гора (као Истримо-гора).

## Демографија
У насељу Златарић живи 402 пунолетна становника, а просечна старост становништва износи 43,5 година (43,3 код мушкараца и 43,7 код жена). У насељу има 143 домаћинства, а просечан број чланова по домаћинству је 3,40.
Ово насеље је великим делом насељено Србима (према попису из 2002. године), а у последња три пописа, примећен је пад у броју становника.
|  |

| Демографија | Демографија | Демографија |
| Година      | Становника  | Становника  |
| ----------- | ----------- | ----------- |
| 1948.       | 641         |             |
| 1953.       | 643         |             |
| 1961.       | 687         |             |
| 1971.       | 596         |             |
| 1981.       | 563         |             |
| 1991.       | 529         | 529         |
| 2002.       | 486         | 486         |

| Етнички састав према попису из 2002.‍ | Етнички састав према попису из 2002.‍ | Етнички састав према попису из 2002.‍ | Етнички састав према попису из 2002.‍ | Етнички састав према попису из 2002.‍ |
| ------------------------------------ | ------------------------------------ | ------------------------------------ | ------------------------------------ | ------------------------------------ |
|                                      |                                      |                                      |                                      |                                      |
| Срби                                 | Срби                                 |                                      | 484                                  | 99,58%                               |
| Македонци                            | Македонци                            |                                      | 1                                    | 0,20%                                |
| непознато                            | непознато                            |                                      | 1                                    | 0,20%                                |

| Година пописа     | 1948. | 1953. | 1961. | 1971. | 1981. | 1991. | 2002. |
| ----------------- | ----- | ----- | ----- | ----- | ----- | ----- | ----- |
| Број домаћинстава | 119   | 120   | 138   | 134   | 142   | 139   | 143   |

| Број чланова      | 1  | 2  | 3 | 4  | 5  | 6  | 7 | 8 | 9 | 10 и више | Просек |
| ----------------- | -- | -- | - | -- | -- | -- | - | - | - | --------- | ------ |
| Број домаћинстава | 30 | 36 | 9 | 23 | 23 | 13 | 5 | 0 | 3 | 1         | 3,40   |

| Пол    | Укупно | Неожењен/Неудата | Ожењен/Удата | Удовац/Удовица | Разведен/Разведена | Непознато |
| ------ | ------ | ---------------- | ------------ | -------------- | ------------------ | --------- |
| Мушки  | 203    | 46               | 132          | 16             | 6                  | 3         |
| Женски | 217    | 35               | 131          | 44             | 6                  | 1         |
| УКУПНО | 420    | 81               | 263          | 60             | 12                 | 4         |

| Пол    | Укупно                    | Пољопривреда, лов и шумарство | Рибарство                            | Вађење руде и камена | Прерађивачка индустрија       |
| ------ | ------------------------- | ----------------------------- | ------------------------------------ | -------------------- | ----------------------------- |
| Мушки  | 128                       | 82                            | 0                                    | 1                    | 20                            |
| Женски | 85                        | 57                            | 0                                    | 0                    | 13                            |
| УКУПНО | 213                       | 139                           | 0                                    | 1                    | 33                            |
| Пол    | Производња и снабдевање   | Грађевинарство                | Трговина                             | Хотели и ресторани   | Саобраћај, складиштење и везе |
| Мушки  | 0                         | 5                             | 3                                    | 0                    | 5                             |
| Женски | 0                         | 0                             | 6                                    | 5                    | 1                             |
| УКУПНО | 0                         | 5                             | 9                                    | 5                    | 6                             |
| Пол    | Финансијско посредовање   | Некретнине                    | Државна управа и одбрана             | Образовање           | Здравствени и социјални рад   |
| Мушки  | 0                         | 6                             | 3                                    | 1                    | 0                             |
| Женски | 0                         | 1                             | 0                                    | 0                    | 1                             |
| УКУПНО | 0                         | 7                             | 3                                    | 1                    | 1                             |
| Пол    | Остале услужне активности | Приватна домаћинства          | Екстериторијалне организације и тела | Непознато            | Непознато                     |
| Мушки  | 1                         | 0                             | 0                                    | 1                    | 1                             |
| Женски | 1                         | 0                             | 0                                    | 0                    | 0                             |
| УКУПНО | 2                         | 0                             | 0                                    | 1                    | 1                             |

## Галерија
- село Златарић - панорама
- село Златарић - панорама
- село Златарић - панорама
- село Златарић - панорама
- село Златарић - панорама
- село Златарић - панорама
- село Златарић - сеоско гробље